# Złotnikowa Czuba
Złotnikowa Czuba (słow. Rovienková stena) – wzniesienie znajdujące się w głównej grani Tatr w słowackiej części Tatr Wysokich. Od Złotnikowej Kopy na południowym zachodzie oddzielona jest szeroką Świstową Przełęczą, a od Graniastej Turni na wschodzie wąskim siodłem Złotnikowych Wrótek. Wierzchołek Złotnikowej Czuby jest wyłączony z ruchu turystycznego i nie wiodą na niego żadne szlaki, dostępny jest jedynie dla taterników.
Od strony Doliny Staroleśnej Złotnikowa Czuba niczym nie wyróżnia się w krajobrazie, natomiast w kierunku doliny Rówienki opada dość wyraźnym i wysokim urwiskiem skalnym.
Nazwa Złotnikowej Czuby, podobnie jak i podobnych w sąsiedztwie, pochodzi od Złotnikowego Ogrodu leżącego w dolinie Rówienki.

## Historia
Pierwsze wejścia turystyczne:
- August Otto i Johann Hunsdorfer (senior), 20 lipca 1897 r. – letnie,
- Arno Puškáš i towarzysze, 3 marca 1955 r. – zimowe (pierwsze zarejestrowane, wchodzono już wcześniej).